# Euseius sojaensis
Euseius sojaensis är en spindeldjursart som först beskrevs av Ehara 1964.  Euseius sojaensis ingår i släktet Euseius och familjen Phytoseiidae. Inga underarter finns listade i Catalogue of Life.